# 3-й Старокиївський провулок (Житомир)
3-й Старокиївський провулок — провулок у Корольовському районі міста Житомира. Бере початок з вулиці Саєнка та завершується на Київському шосе. До провулку примикає 1-й Старокиївський проїзд.

## Історія
Забудова провулку сформувалася у другій половині ХХ ст. та розпочалась у 1940-х рр. Провулок вперше показаний на мапі міста 1943 року. Згідно з мапою забудова провулку ще відсутня. На плані 1951 року — вказаний як 2-й Старокиївський провулок. Також згадується у 1958 році як Сквозний (Наскрізний) провулок. У 1958 році отримав сучасну назву. Назва провулку походить від історичної назви вулиці Саєнка, з якої бере початок — Старокиївська вулиця.